# Apogon semilineatus
Apogon semilineatus är en fiskart som beskrevs av Temminck och Hermann Schlegel 1842. Apogon semilineatus ingår i släktet Apogon och familjen Apogonidae. IUCN kategoriserar arten globalt som otillräckligt studerad. Inga underarter finns listade i Catalogue of Life.